# 圣代
是在冰淇淋上浇上水果酱或糖漿的甜品，有时也会放上一些碎坚果、巧克力末、奶油、櫻桃等，很多快餐店都會販售。

## 起源争议
在牛津英语词典中“圣代”这个词的起源很模糊。美国各地都曾声称是圣代冰淇淋的诞生地，包括：纽约州伊萨卡、威斯康辛州的图里弗斯、伊利诺伊州的普兰菲尔德、伊利诺伊州埃文斯顿、纽约、路易斯安那州的新奥尔良、俄亥俄州的克里夫兰和水牛城。
伊萨卡和图里弗斯曾经就谁有权拥有“冰淇淋圣代故乡”称号而举行过一场辩论。当伊萨卡的市长卡罗琳·皮特森宣布他们市是圣代故乡后，她还收到了图里弗斯市民重申他们声明的明信片。
有关圣代的发明的许多故事中，常见的说法是冰淇淋苏打的罪恶，人们在周日不能消费冰淇淋而创造出了代替品。彼得·博德在2000年的书中说，“圣代”是由伊利诺伊州周日冰淇淋消费禁令而来：因为加上别的东西以后主体似乎就不是冰淇淋了。

### 1881年，威斯康辛州图里弗斯
图里弗斯的声明是基于1881年一位名叫乔治·哈劳尔的顾客要求冷饮店的埃德·伯纳斯把巧克力酱浇在冰淇淋上，伯纳斯照办以后冰淇淋立即销售一空。后由最初的仅在周日销售变成天天都在出售。容器的形状改为船形后，名称也发生了变化。伯纳斯1939年去世时，芝加哥论坛报登出了“冰淇淋圣代创始人去世”的报道。两位伊萨卡高中的学生则指出伯纳斯在1881年只有16岁或17岁，不大可能拥有一家冷饮店。又称，讣告中伯纳斯发明圣代是在1899年而不是1881年。

### 1890年，伊利诺伊州埃文斯顿

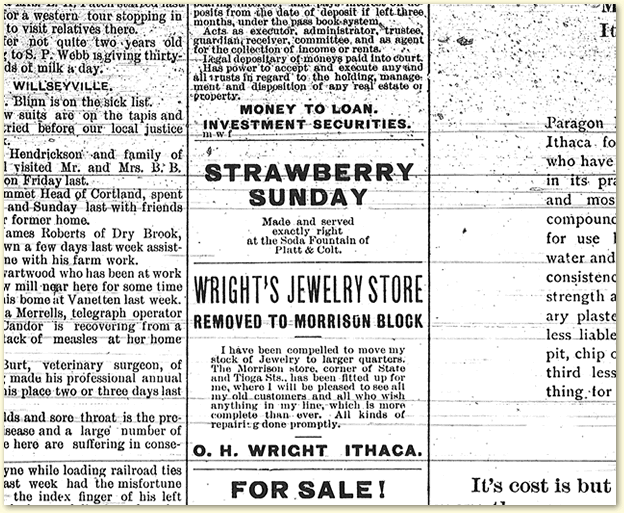
1892年5月28日《伊萨卡日报》

埃文斯顿在1890年第一个通过了蓝色法规——周日禁售冰淇淋苏打。一些零售商采用变通的方法，根据顾客意愿提供不含苏打而含糖浆的冰淇淋。这样也遵守了法律，被称为“周日苏打”。周一甜品则恢复正常交易，当地官员反对其命名与安息日（星期天）有关，因此更名为“圣代”。

### 1892年，纽约州伊萨卡
为了支持伊萨卡是圣代的故乡，纽约州的汤普金斯县历史研究中心提供了一个确切的日期：1892年4月3日。独神主义主教约翰·斯科特和药店的老板切斯特·普莱特制作了有明确记载的第一份圣代。普莱特心血来潮之下，把樱桃汁和樱桃脯搁在一份冰淇淋上，因为是星期天发明的，所以称作“周日樱桃”。圣代发明的最早书面证据是1892年4月5日《伊萨卡日报》上的“周日樱桃”的相关报道。之后又相继出现“周日草莓”、“周日巧克力”。的“周日”系列在1894年逐渐流行开来，切斯特·普莱特开始尝试给“周日”系列冰淇淋注册商标。

## 种类
经典圣代
即原始的圣代。香草冰淇淋，浇上果酱或糖浆、奶油和馬拉斯奇諾櫻桃。这种圣代的名称与添加的食品有关，如樱桃圣代、巧克力圣代、草莓圣代等。
热牛奶糖圣代
热牛奶糖圣代是由原始的圣代改动而来，成分有：香草冰淇淋、热巧克力酱、奶油、坚果和一个鲜嫩的馬拉斯奇諾櫻桃。焦糖圣代与之类似，只是将热牛奶糖换成焦糖，另外花生酱也可以作为热牛奶糖的代替品。
双牛奶糖圣代
与热牛奶糖圣代类似，只是大了一倍并以香蕉船那样的容器盛放。
海龜聖代（turtle sundae）
香草冰淇淋、热巧克力、焦糖酱和烤胡桃的混合制品。因為在冰淇淋上所加的料與海龜糖相似，因而得名。而海龜糖的名稱則是因為這種巧克力糖果的形狀像龜。
黑与白
浇上巧克力酱的香草冰淇淋和放上棉花糖的巧克力冰淇淋搭配制成。
布朗尼圣代
由巧克力布朗尼、香草冰淇淋、巧克力酱、牛奶糖和奶油制成，放上馬拉斯奇諾櫻桃。
香蕉船
三合一的圣代，外形像一条船。由香蕉、草莓酱、巧克力酱、香草冰淇淋、草莓、巧克力、菠萝等制成，再缀上樱桃。
美式帕露菲
装在高杯子里的圣代，中间有几层不同口味的冰淇淋。例子有麥當勞的dobble新地

## 相關

### 最贵的圣代
纽约市的餐馆以1000美元的价格出售最贵的圣代。由马达加斯加香草制成的香草豆、Chuao牌巧克力、鱼子酱、百香果、橘子、雅文邑葡萄酒、巴黎的果脯、杏仁膏、草莓等制成，盖上23克拉的金叶子，放上18克拉的金勺子，装在法国巴卡拉水晶高脚杯里。

### Google Doodle
2011年4月3日，Google发布了关于圣代的Doodle以纪念圣代发明119年。Google采信的说法是圣代起源于1892年的纽约州伊萨卡。